# Espectro afetivo
O espectro afetivo é um espectro de perturbações afetivas (perturbações do humor). É um agrupamento de perturbações psiquiátricas e médicas relacionadas que podem acompanhar as perturbações bipolares, unipolares e esquizoafetivas em taxas estatisticamente mais altas do que normalmente seria esperado. Esses distúrbios são identificados por uma resposta positiva comum aos mesmos tipos de tratamentos farmacológicos. Eles também agregam-se fortemente em famílias e podem, portanto, compartilhar anomalias fisiológicas subjacentes hereditárias comuns.

## Tipes
As perturbações do espectro afetivo incluem:
- Perturbação de déficit de atenção e hiperatividade[2][3]
- Perturbação bipolar
- Perturbação dismórfics corporal
- Bulimia nervosa e outras perturbações alimentares
- Distimia
- Perturbação de ansiedade generalizada
- Perturbações do controlo dos impulso
- Cleptomania
- Perturbação depressiva maior
- Perturbação obsessivo-compulsivo
- Perturbação de desafio e oposição
- Perturbação de pânico
- Perturbação de stress pós-traumático
- Perturbação disfórica pré-menstrual
- Perturbação de ansiedade social

Também podem estar presentes como comorbidades para as perturbações afetivas do humor as seguintes:
- Dor crónica
- Perturbação explosiva intermitente[4]
- Jogo patológico
- Perturbações da personalidade
- Piromania
- Abuso e dependência de substâncias (incluindo alcoolismo)
- Tricotilomania
- Síndrome do intestino irritável[2][3]
- Fibromialgia
- Hipersexualidade
- Enxaquecas
- Cataplexia

Também, existem estudos a conectar a prevalência de doenças cardiovasculares.
Muitos dos termos acima se sobrepõem. As definições da Associação Americana de Psiquiatria sobre esses termos podem ser encontradas no Manual de Diagnóstico e Estatística de Perturbações Mentais (DSM).